# Liz Carpenter
Mary Elizabeth "Liz" Sutherland Carpenter (1er septembre 1920 - 20 mars 2010) est une écrivaine, féministe, reporter, rédactrice de discours et experte en relations publiques,. En tant que première femme adjointe exécutive du vice-président Lyndon B. Johnson de 1961 à 1963 et porte-parole de la Première dame Lady Bird Johnson de 1963 à 1969, elle est une figure importante de la Maison-Blanche sous Lyndon B. Johnson et une amie proche des Johnson.
Elle est engagée pour la cause des femmes et milite pour l'Equal Rights Amendment. Souvent surnommée "la femme la plus drôle en politique", elle est une oratrice demandée jusqu'à son décès en 2010.

## Enfance et éducation
Liz Carpenter est née en 1920 dans la maison de ses arrière-grands-parents à Salado, dans le comté de Bell situé au centre du Texas,. En 1967, une plaque est érigée pour indiquer que Liz Carpenter y vécut. Un autre mémorial est situé sur le campus du Salado College, fondé par son arrière-grand-père, Elijah Robertson. Elle est une descendante de cinq générations de Texans, dont un de ses arrière-grands-oncles écrivit et signa la Déclaration d'indépendance du Texas en 1836.
Elle déménage avec sa famille à l'âge de 7 ans près d'Austin où son frère Tom s'est inscrit à l'Université du Texas à Austin,.
Après avoir été diplômée de la Austin High School où elle a rencontré son mari, elle s'inscrit à l'Université du Texas à Austin pour étudier le journalisme. Elle collabore au journal de l'université, The Daily Texan, et devient la première femme à occuper le poste de vice-président du corps étudiant,. Elle est diplômée en 1942.

## Journalisme et parcours politique
En 1942, Carpenter commence à couvrir l'actualité de la Maison-Blanche et du Congrès pour le Austin American-Statesman.
En 1952, son mari et elle lancent le Carpenter News Bureau avec quatre employés,. Leur bureau couvre les actualités du gouvernement fédéral pour une douzaine de journaux.
En 1954, elle devient présidente du Women's National Press Club.
En 1960, elle quitte le journalisme après avoir reçu un appel de Lady Bird Johnson lui proposant de rejoindre l'équipe de son mari vice-président,. Elle est la première femme à occuper le poste d'assistante exécutive dans le bureau du vice-président.
Elle est à Dallas le 22 novembre 1963, jour de l'assassinat du président John Fitzgerald Kennedy. C'est elle qui écrit le discours que prononce le soir même le nouveau président Lyndon B. Johnson à sa descente de l'avion le ramenant à Washington,,.
En décembre 1963, elle devient cheffe de cabinet et porte-parole de la Première dame (1963-1969), première femme à occuper cette dernière fonction,,,.
En 1971, elle participe à la création du National Women’s Political Caucus et co-préside ERAmerica, s'engageant pour l'Equal Rights Amendment,,,.
En 1975, elle est nommée par le président Gerald Ford à l'International Women's Year Commission,,,,.
De 1977 à 1981, elle est membre du jury des Peabody Awards,.
En 1980, elle est nommée par le président Jimmy Carter secrétaire adjointe aux relations publiques auprès du nouvellement créé Département de l'Éducation,,,,.
En 1995, elle est nommée par le président Bill Clinton à la White House Conference on Aging,,,,.

## Littérature
En 1970, elle publie son premier livre Ruffles and Flourishes qui chronique son expérience à la Maison-Blanche. Il rencontre un succès national et est réédité en 1993.
Au début des années 1980, Liz Carpenter écrit un article pour le Reader's Digest sur la vie après une maladie qu'elle termine par le poème Warning de Jenny Joseph, dont les premiers vers sont "When I am an old woman I shall wear purple, With a red hat which doesn't go, and doesn't suit me". Cet article fait découvrir le poème aux États-Unis, qui est ensuite popularisé grâce aux entreprises de cartes de vœux. Cela contribuera ensuite à la création de la Red Hat Society.
En 1987, elle publie Getting Better All the Time, livre de réflexions personnelles sur l'amour, sa vie de femme et son parcours professionnel,.
En 1994, elle publie Unplanned Parenthood. À la suite du décès de son frère, elle accueille en 1991 ses trois ados orphelins et raconte dans son livre cette inhabituelle parentalité à plus de 70 ans,.
En 2000, elle publie Start With a Laugh, recueil de conseils humoristiques sur l'écriture de discours et de bons mots des onze présidents qu'elle a connu pendant sa carrière à Washington,.
En 2006, elle publie son dernier livre, Presidential Humour, autre ouvrage d'humour politique, "de George le Premier à George le Pire".

## Récompenses et distinctions
En 1975, elle est reconnue Alumna éminente de l'Université du Texas à Austin.
En 1980, elle reçoit le Frances E. Willard Award décerné par l'Alpha Phi,.
En 1983, le Liz Sutherland Carpenter Distinguished Visiting Lectureship in the Humanities and Sciences est lancé par l'Université du Texas à Austin dans le but d'accueillir des personnalités influentes au College of Liberal Arts. Au cours des années, les Carpenter Lectures ont accueilli de nombreux invités dont les anciens présidents Bill Clinton et Gerald Ford, Samantha Power, Hillary Clinton, Fannie Flagg ou le lauréat de deux prix Pulitzer Nicholas Kristof.
En 1985, elle est nommée par le gouverneur Mark White au Texas Women's Hall of Fame dans la catégorie Communication,.
En 1990, elle reçoit le titre d'Alumna exceptionnelle du Moody College of Communication de l'Université du Texas à Austin.
Depuis 1992, le Liz Carpenter Award est décerné annuellement au meilleur livre savant sur l'histoire des femmes au Texas par la Texas State Historical Association, afin d'encourager la recherche académique sur le sujet.
En 1993, elle reçoit le premier Liz Carpenter Lifetime Achievement Award qui est depuis annuellement décerné aux communicants à la carrière remarquable par l'association Women Communicators of Austin.